# Alkifron

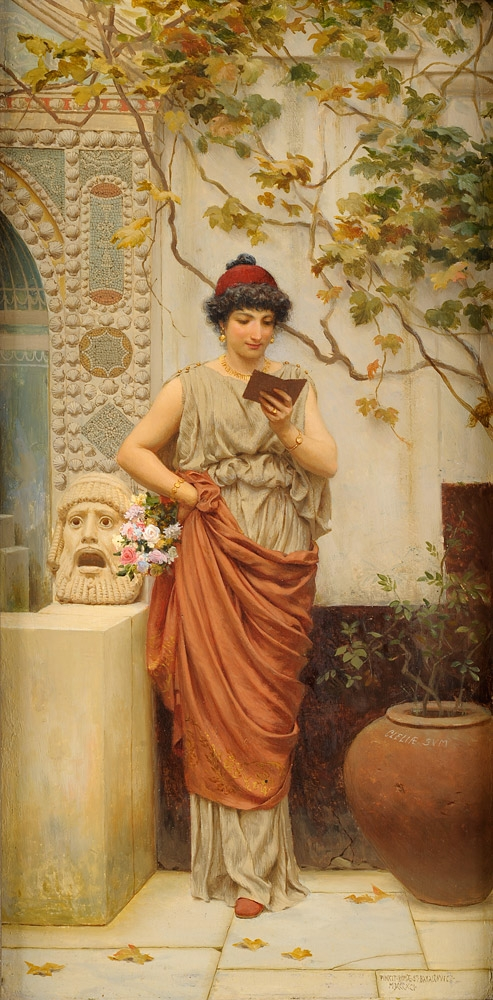
Greczynka czytająca list (mal. Stefan Bakałowicz)

Alkifron (stgr. Ἀλκίφρων) – grecki sofista i retor. Żył prawdopodobnie w II wieku, przypuszczalnie pochodził z Aten. 
O jego życiu nie zachowały się żadne informacje. Zasłynął jako autor fikcyjnych Listów (Epistolaí), podzielonych na cztery księgi: Listy rybaków (Halieutikaí), Listy wieśniaków (Agroitikaí), Listy pieczeniarzy (Parasíton) i Listy heter (Hetairikaí). Z utworów tych zachowało się dotąd 118 listów i 6 większych fragmentów. Interesujące dla historii kultury, obrazują życie ateńskie z przełomu epoki klasycznej i hellenistycznej, nacechowane są wdziękiem o zabarwieniu erotycznym. Źródłem wiadomości dla autora była najpewniej komedia nowoattycka, zaś język wzorował wyraźnie na komediach Menandra.
Sceneria utworów osadzona jest na przełomie IV/III wieku p.n.e., a ich bohaterami są m.in. znane postacie tamtych czasów, takie jak Menander, Hyperejdes, Praksyteles, Demetriusz, Epikur czy Lizjasz, oraz ich partnerki (Glykera, Fryne, Lamia, Leontion). Poruszane są w nich sprawy związane z epoką życia bohaterów, jak spory filozoficzne czy widowiska teatralne.
Na język polski twórczość Alkifrona tłumaczyły Lidia Winniczuk i Halina Wiszniewska.